# 华西镇
华西镇，是中华人民共和国陕西省渭南市华阴市下辖的一个乡镇级行政单位。境内的华阴农场以国营陕西华山企业公司之名列为华阴市的一个类似乡级单位。

## 行政区划
华西镇下辖以下地区：
新兴社区、东阳村、南严村、北严村、五合村、西渭北村、北洛村、罗西村、演家村、庆华村、葱湾村、孙庄村、良坊村、华西村和冯东村。